# Fredrik Hjalmar Johansen

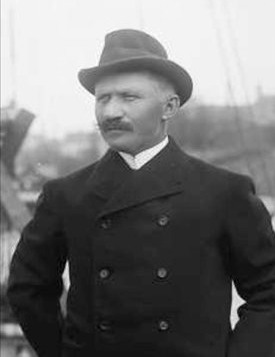
Fredrik Hjalmar Johansen

Fredrik Hjalmar Johansen (* 15. Mai 1867 in Skien; † 4. Januar 1913 in Christiania (Oslo)) war ein norwegischer Polarforscher.

## Herkunft und Familie
Fredrik Hjalmar Johansen wurde in Skien als zweites von fünf Kindern des Hausmeisters Jens Johansen (1835–1888) und dessen Frau Maren (geborene Pedersdatter, 1834–1906) geboren.
Aus seiner 1898 mit Hilda Øvrum (1868–1956) geschlossenen Ehe stammen die Tochter Margit (1900–1980) und die Söhne Tryggve (1899–1970), Hjalmar (1901–1977) und Per (1903–1970).

## Tätigkeit als Polarforscher

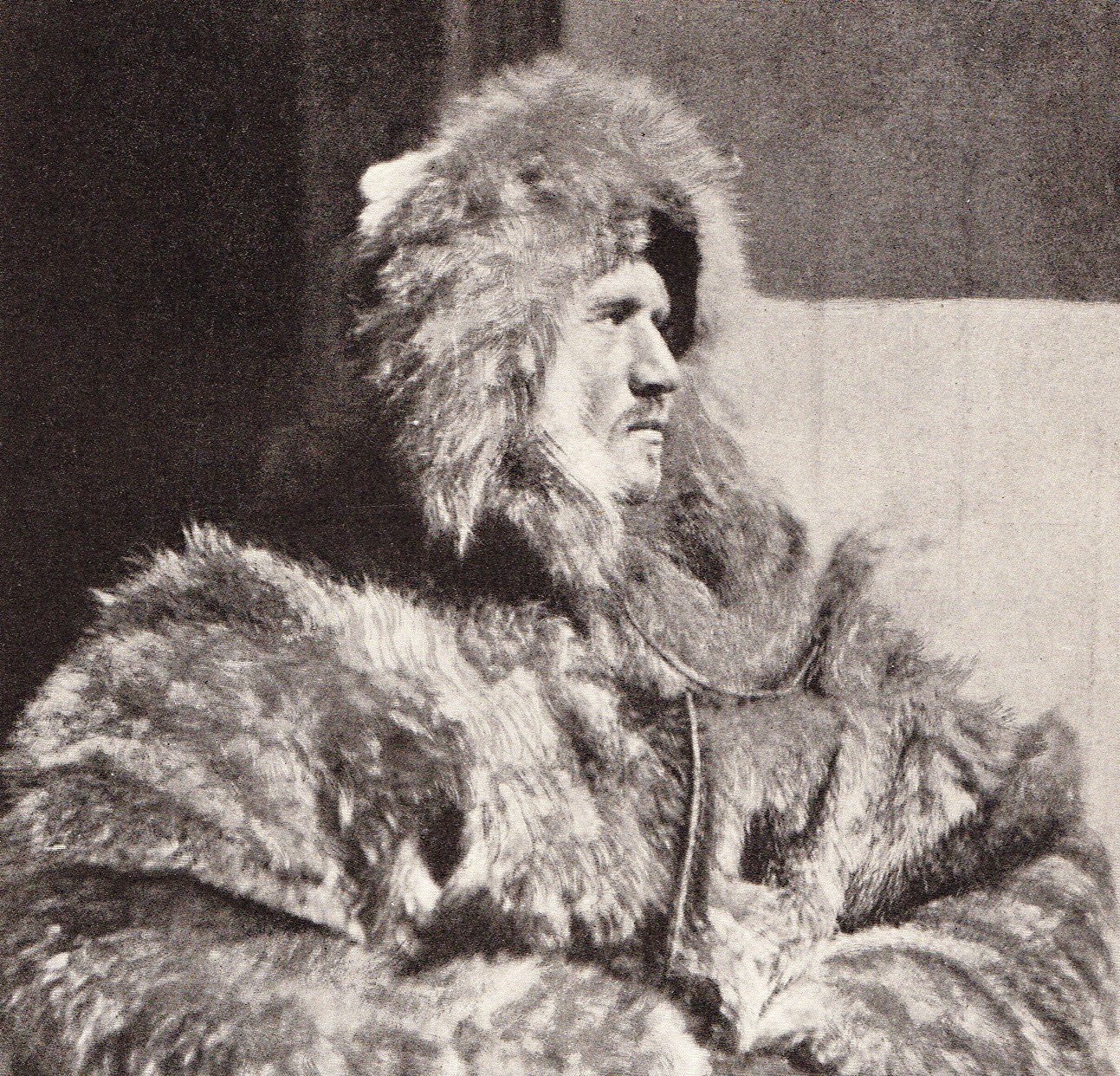
Johansen in Polarkleidung (1893)

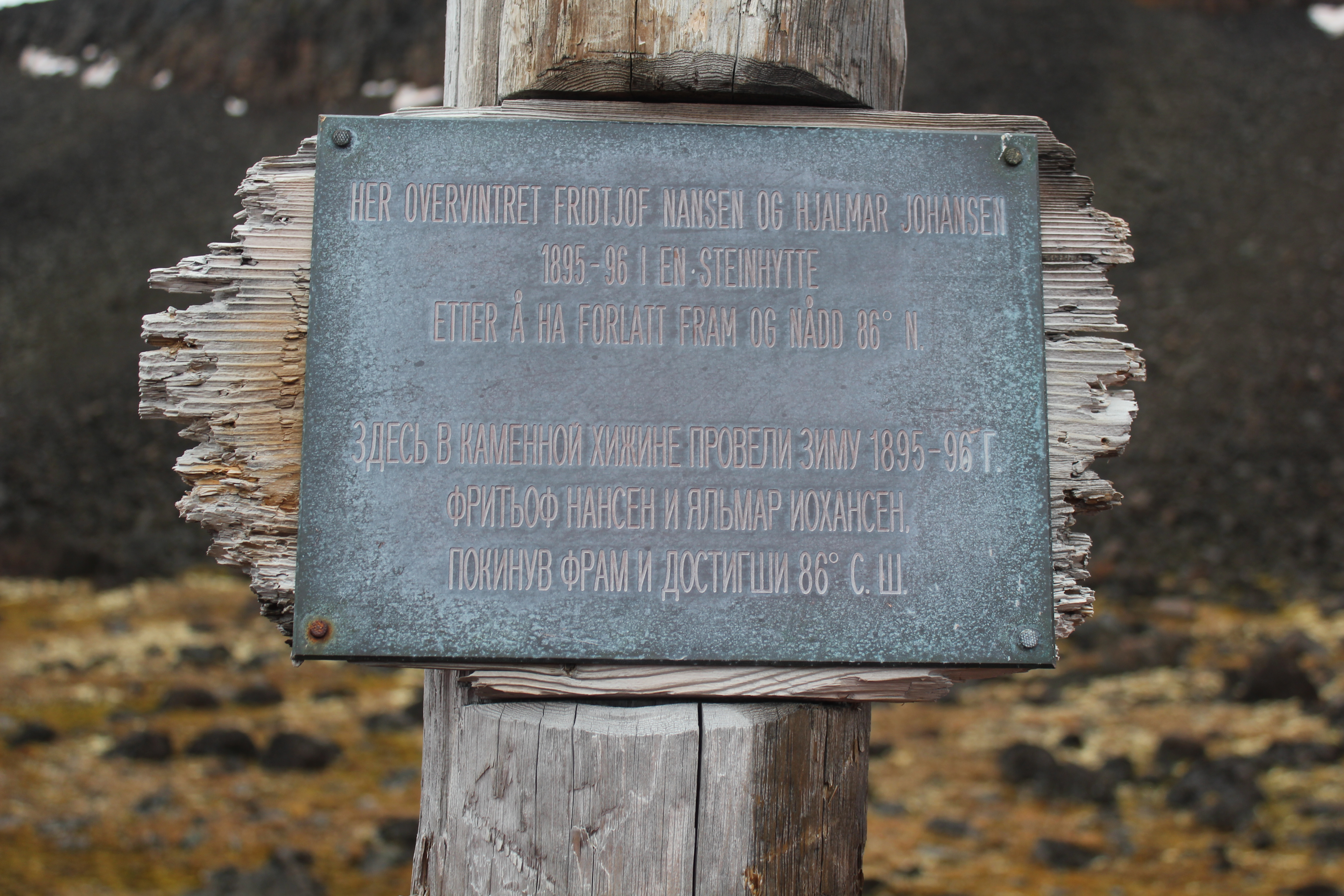
Gedenktafel für Nansen und Johansen an ihrem Überwinterungsort auf der Jackson-Insel.

Johansen gilt als einer der besten Turner und Skisportler seiner Zeit. Von 1893 bis 1896 war er Mitglied der Fram-Expedition unter Fridtjof Nansen. Der Versuch, während dieser Forschungsreise zusammen mit Nansen auf Skiern den Nordpol zu erreichen, scheiterte. Nach dem Abbruch des Vorstoßes zogen beide Männer auf einer strapaziösen und entbehrungsreichen Tour nach Franz-Joseph-Land zurück. Nach einer Überwinterung unter primitivsten Bedingungen trafen sie am Kap Flora auf Frederick George Jackson, der ihnen die Rückkehr nach Norwegen ermöglichte. Als Anerkennung für seine Verdienste wurde Johansen auf Veranlassung von König Haakon VII. 1899 zum Hauptmann befördert. 1907 nahm er an einer vom monegassischen Fürsten Albert I. finanzierten Polarexpedition nach Spitzbergen teil. Im Winter von 1907 auf 1908 überwinterte er mit Theodor Lerner auf der Insel Westspitzbergen. 
Durch Vermittlung Nansens nahm ihn Roald Amundsen mit auf die Fram-Expedition 1910–1912, die das Ziel verfolgte, erstmals den Südpol zu erreichen. Im Wettstreit mit dem britischen Polarforscher Robert Falcon Scott brach Amundsens Gruppe beim ersten Anlauf zum Pol im September 1911 für die Jahreszeit zu früh auf und musste wegen eines Sturms und eisigen Temperaturen vorzeitig zum Basislager umkehren. Dabei beanspruchte Amundsen das beste Schlittenhundegespann für sich und nahm auf dem Rückweg keine Rücksicht auf das Vorwärtskommen der restlichen Gruppe. So waren Johansen und sein Schlittenkamerad Kristian Prestrud zeitweilig gezwungen, ohne Zelt und Kocher bei teilweise −50 °C auszukommen, und erreichten das Lager Framheim nur mit sehr viel Glück. Infolgedessen kam es zu einer Auseinandersetzung zwischen Johansen und Amundsen vor den anderen Expeditionsteilnehmern. Amundsen betrachtete dies als Untergrabung seiner Autorität als Expeditionsleiter, verpflichtete alle Expeditionsteilnehmer zum Stillschweigen über den Vorgang und schloss Johansen aus der Polgruppe aus. Stattdessen beorderte Amundsen ihn, Prestrud und Jørgen Stubberud auf einen Erkundungsmarsch zur Edward-VII-Halbinsel. Ferner bestimmte Amundsen, dass nicht Johansen, sondern der weitaus weniger erfahrenere Prestrud diese Gruppe leiten sollte. Bei der triumphalen Rückkehr der Expedition durfte Johansen auch nicht gemeinsam mit den anderen Teilnehmern in Norwegen von Bord gehen. In seinem Expeditionsbericht Die Eroberung des Südpols verschwieg Amundsen Johansens Beiträge zum Erfolg der Forschungsreise. Durch diese Demütigungen verfiel Johansen in tiefe Depressionen und nahm sich schließlich 1913 in einem Park der norwegischen Hauptstadt Christiania durch einen Kopfschuss das Leben. Bei der Trauerfeier waren weder Nansen noch Amundsen anwesend. Nansen verfasste ein Jahr später im Jahrbuch der Norwegischen Geographischen Gesellschaft einen Nachruf auf Johansen: „Möge Hjalmar Johansen in der Erinnerung als treuherziger Mann weiterleben, der er war, als Bild eines furchtlosen norwegischen Sportsmannes. Er versprach nie etwas, das er nicht halten konnte, und tat immer genau, was er sagte. Ein tapferer, umgänglicher Mann, ein guter Kamerad, treuer Freund, so aufrichtig und natürlich, bescheiden und schweigsam, eine Seele, die keinen Verrat kannte.“ 
Die Leistungen Hjalmar Johansens in der Polarforschung blieben nach seinem Tod lange Zeit unberücksichtigt. Entscheidend zur Erhöhung seiner Bekanntheit trug das 1997 erschienene Buch Den tredje mann (deutscher Titel: Im Schatten. Die Geschichte des Hjalmar Johansen) des norwegischen Autors Ragnar Kvam Jr. (* 1942) bei. Heute wird Johansen neben Amundsen, Nansen und Sverdrup zu den bedeutendsten Polarforschern Norwegens gezählt. Der Johansen Peak im Transantarktischen Gebirge ist ebenso nach ihm benannt wie der Berg Johansenfjellet und der Gletscher Johansenbreen in Spitzbergen.